# Corydoras acrensis
Corydoras acrensis är en fiskart som beskrevs av Han Nijssen 1972. Corydoras acrensis ingår i släktet Corydoras och familjen Callichthyidae. Inga underarter finns listade i Catalogue of Life.